# Oops!... I Did It Again (canção)
"Oops!... I Did It Again" é uma canção da cantora e compositora americana Britney Spears. Foi escrita e produzida por Max Martin e Rami para o segundo álbum de estúdio de Spears, que leva o mesmo nome. Foi lançada em 27 de março de 2000 pela editora discográfica Jive Records como o primeiro single do álbum. Esta é uma canção teen e dance pop, que fala sobre uma garota que pensa ser o amor um jogo, brincando com os sentimentos do seu parceiro e alegando que ela "não seria tão inocente". A canção ainda apresenta um diálogo, fazendo referência ao filme de James Cameron, Titanic.
"Oops!...I Did It Again" recebeu opiniões positivas dos críticos contemporâneos da música. Muitos elogiaram a cantora pelo resultado, percebendo que tem um fundo semelhante ao primeiro single de Spears, "...Baby One More Time". A canção também foi comparada com faixas gravadas por outros artistas como Barbra Streisand e Michael Jackson. A faixa obteve um enorme sucesso comercial, atingindo a posição número um em vinte países, e alcançando o top cinco em outros doze. A posição mais baixa que alcançou foi na Billboard Hot 100 norte-americana, na qual atingiu o número nove.
O videoclipe para a divulgação da canção foi dirigido por Nigel Dick - mostra Spears dançando e cantando no planeta Marte para um astronauta que se apaixona por ela. Para o vídeo, a artista pediu para vestir um macacão vermelho de látex, considerado muito sensual na época. Spears cantou a música várias vezes na televisão e executou a canção em três turnês mundiais, incluindo a Oops!...I Did It Again World Tour fazendo parte do bis, na Dream Within a Dream Tour como o ato de abertura, e na The Onyx Hotel Tour em uma nova versão, com elementos de jazz e blues.
"Oops!...I Did It Again" é geralmente entendida pela mídia e pelo público como uma das canções de assinatura de Spears. Em 2001, foi indicada ao Grammy Award de "Melhor Performance Pop Vocal Feminina", embora tenha sido superada por "I Try" de Macy Gray. Foi indicada na categoria "Canção Favorita" nos Kids' Choice Awards de 2001, enquanto o videoclipe da canção recebeu três indicações para o MTV Video Music Awards de 2000.

## Antecedentes
"Oops!...I Did It Again" foi escrita e produzida por Max Martin e Rami Yacoub para o segundo álbum de estúdio de Spears, Oops!...I Did It Again. Spears gravou seus vocais para a canção em novembro de 1999 na Cheiron Studios em Estocolmo, Suécia. Enquanto os vocais de apoio foram fornecidos por Nana Hedin e Martin, Martin também mixou a canção no Cheiron Studios. A canção foi lançada como o primeiro single de Oops! em 27 de março de 2000, para airplay nas rádios. Mais tarde em 2001, "Oops!...I Did It Again" recebeu uma indicação no 43º Grammy Awards na categoria Melhor Performance Pop Vocal Feminina, mas perdeu para a canção de Macy Gray, "I Try" (2000). A canção também foi indicada na categoria "Canção Favorita" no Kids' Choice Awards de 2001.

## Composição
"Oops!...I Did It Again" é uma canção teen pop com uma duração de três minutos e trinta e dois segundos. De acordo com Jocelyn Vena da MTV americana, a letra da canção "reflete a evolução de Spears de colegial safadinha a gata sexy intergaláctica." A canção é composta em tom de dó sustenido menor e está situada em um compasso de tempo comum, com um moderado andamento de 96 batidas por minuto. O alcance vocal de Spears se estende por mais de duas oitavas, de C♯3 a A4. Uma crítica da revista Billboard notou semelhança no som da canção com o single de estreia de Spears, "...Baby One More Time", além de notar que a batida soa semelhante ao remix de "(You Drive Me) Crazy". "Oops!...I Did It Again" tem uma seqüência básica de C♯m–C♯m como progressão harmônica. A ponte da canção apresenta um diálogo que faz referência ao filme de James Cameron, Titanic (1997).

## Recepção da crítica
"Oops!...I Did It Again" recebeu opiniões positivas dos críticos contemporâneos da música. A revisão da Billboard comentou que a faixa é "uma sólida canção pop que deve adicionar ainda mais calor para a carreira em brasa desta superstar". Rob Sheffield da Rolling Stone relacionou a faixa musicalmente com a de Barbra Streisand "Woman in Love" e liricalmente com a canção dos The Smiths, "I Started Something I Couldn't Finish" e ainda dizendo "que é tudo um rugido brutal de Britney, articulando uma confusão sexual ambivalente que seu sucesso pode se relacionar, chutando e gritando pelo direito de descobrir seus desejos antes que o mundo descubra por ela." NME comparou a estrutura da gravação com os riffs da década de 80 de Michael Jackson e dizendo que a faixa é "essencialmente uma cópia de '...Baby One More Time' mas facilmente tão bom quanto o mesmo". Bill Lamb da About.com listou a canção na posição de número seis nas 10 melhores canções de Spears, dizendo: "Oops!..I Did It Again" é cativante, um retorno triunfal à fórmula e delirantemente espirituoso. Na letra da canção há alusões ao Titanic perto do fim da canção, um ato triunfante para Britney".

## Performance comercial
Na semana terminada em 17 de junho de 2000, "Oops!...I Did It Again" atingiu a posição de número nove na Billboard Hot 100, se tornando o terceiro top dez de Spears na parada, e atingindo a posição de número oito na Radio Songs. A canção atingiu a primeira posição na Pop Songs, e atingindo o top dez no Rhythmic Top 40 e no Top 40 Tracks. Internacionalmente, "Oops!" atingiu o top cinco em vários paises do continente europeu, incluindo a França, aonde conseguiu uma certificação de Ouro por mais de 250.000 cópias vendidas pela Syndicat National de l'Édition Phonographique e na Alemanha, onde também foi certificado como disco de Ouro pela International Federation of the Phonographic Industry. "Oops!...I Did It Again" atingiu o topo da Europa Hot 100 Singles por seis semanas consecutivas, e se tornou o terceiro hit número um no Reino Unido e recebendo uma certificação de Ouro pela British Phonographic Industry por mais de 423.000 cópias vendidas. "Oops!...I Did It Again" estreou na primeira posição na Austrália e recebendo uma certificação de Platina pela Australian Recording Industry Association por 70.000 unidades vendidas. Na Nova Zelândia, "Oops!...I Did It Again" estreou na posição de número trinta e nove na semana de 31 de maio de 2000 e subiu para o topo duas semanas depois, em 4 de junho de 2000, onde permaneceu uma semana. Depois de vender mais de 15.000 cópias, a Recording Industry Association of New Zealand certificou-o como disco de Platina. De acordo com a Nielsen SoundScan, "Oops!...I Did It Again" vendeu 369.000 downloads pagos e 57.000 cópias físicas somente nos Estados Unidos.

## Videoclipe

### Desenvolvimento
O videoclipe de "Oops!...I Did It Again" foi dirigido por Nigel Dick em 17-18 de março de 2000 na Universal City, Califórnia, enquanto a coreografia foi criada por Tina Landon. O enredo do videoclipe foi uma ideia de Spears, que queria retratar uma "dança em [planeta] Marte," e também pediu para vestir uma roupa apertada, mais provacativa, escolhendo um macacão vermelho de látex. Durante a gravação do videoclipe, uma câmera caiu em cima da cabeça de Spears nas filmagens. A mãe de Spears, Lynne, especulou que provavelmente sua filha teve uma concussão dizendo que, depois que ela foi atingida, sua cabeça começou a sangrar. Um médico foi chamado para o set de filmagens, e Spears recebeu quatro pontos. No entanto, após apenas quatro horas de descanso, a cantora voltou para terminar as gravações do videoclipe. O videoclipe estreou no Making the Video da MTV em 10 de abril de 2000, alcançando o primeiro lugar no Total Request Live dois dias depois. Mais tarde, o videoclipe recebeu três indicações no MTV Video Music Awards de 2000, incluindo o de Melhor Vídeo Feminino, Melhor Vídeo de Pop e categorias na escolha de jurados.

### Conceito

Spears dançando vestida com um macacão vermelho de látex enquanto está cercada por dançarinos vestidos em trajes futuristas.

O videoclipe começa com uma breve cena de um astronauta em Marte encontrando uma pedra de ardósia com a capa de Oops!...I Did It Again. Um cientista, que está na Terra, o vê através do transmissor de vídeo e diz: "Cute. What is it?" (Cara. O que é isso?) O astronauta responde, "Oh, it's cute alright. It couldn't be..." (Ah, tudo bem cara. Não podia ser...) Pouco depois, o chão começa a tremer e Spears aparece em um palco vestindo um macacão vermelho de látex, logo depois começa a música. Ela começa a cantar e dançar, enquanto ela suspende o astronauta no ar acima dela mesma. Durante a parte da conversa da canção, Spears faz um flip no ar e vai até aonde o astronauta se encontra, e aparece em um casaco branco, saia de couro preto curto e botas de couro combinando. O astronauta então dá o "Coração do Oceano", o colar de jóia pertencente ao filme de 1997, Titanic, para Spears, como um símbolo de seu amor por ela. Ela pergunta onde ele o encontrou, dizendo, "But I thought the old lady dropped it into the ocean in the end." (Mas eu pensei que a velhinha tivesse jogado no mar ao final), ele responde, "Well, baby, I went down and got it for you." (Bom, baby, eu mergulhei e peguei para você). No entanto, ela não mostra os atos de carinho para com ele, apenas dizendo, "Oh, you shouldn't have." (Oh, não precisava). O astronauta triste, encolhe os ombros e sai. A dança continua, e, em um ponto, o astronauta é visto fazendo o moonwalk. O centro de comando na Terra começa dançar ao som da música que passa sobre a transmissão de Marte. O vídeo também mostra momentos de Spears com um top branco e saia curta, deitada com os pés descalços sobre uma almofada branca com bailarinos no chão ao seu redor.

## Performances ao vivo

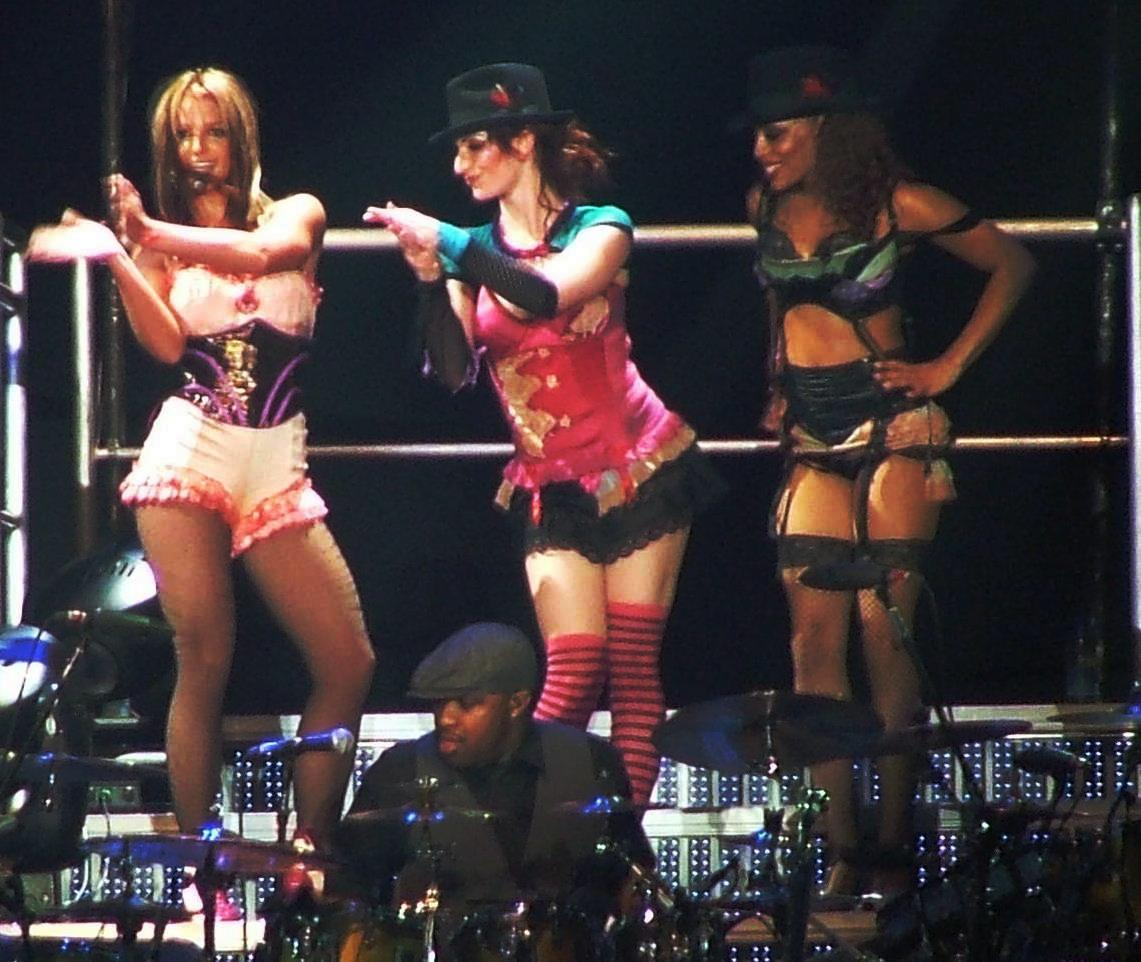
Spears e suas dançarinas durante o ato "Mystic Lounge" na The Onyx Hotel Tour.

Em 7 de setembro de 2000 no MTV Video Music Awards de 2000 na Cidade de Nova Iorque em Radio City Music Hall, Spears fez uma apresentação memorável. que incluiu o cover do hit de 1965 da banda The Rolling Stones, "(I Can't Get No) Satisfaction" e o seu próprio hit "Oops!...I Did It Again", lançado no início do ano. Enquanto ela começou sua apresentação com um smoking preto, ela chocou o espectador e a media enquanto, somente com dezoito anos de idade, arrancou o smoking revelando, uma outra roupa com a cor da pele, com centenas de diamantes da marca Swarovski colocados estratégicamente. Entertainment Weekly colocou-a em sua lista de final de década, "best-of", dizendo, "Esta é a Britney Spears que nós escolhemos para ser lembrada antes do seu pre-colapso, com apenas 19 anos de idade, se contorcendo e sacudindo com sua máquina de fazer dinheiro, em um nu-colorido com um rhinestone spandex para um mash-up de 'Satisfaction' e 'Oops!...I Did It Again'. Estilo kitsch de puro êxtase."
Spears também performou a canção em vários programas de televisão. Ela performou no The Rosie O'Donnell Show em 12 de maio, Saturday Night Live da NBC em 13 de maio, Times Square Studios da MTV para um concerto de duas horas chamado "Britney Live" em 14 de maio. "Total Request Live" em 16 de maio, Nickelodeon no show All That em 20 de maio e no The Tonight Show with Jay Leno em 23 de maio. O especial da FOX intitulado "Britney In Hawaii", exibido em 8 de junho de 2000, incluiu uma performance exclusiva da canção. Depois de assinar um contrato com a McDonald's, Spears e a boyband 'NSYNC [sic], gravaram um comercial exclusivo para a empresa, que incluía a cantora fazer uma performance surpresa de "Oops!...I Did It Again", em uma franquia localizada na Surrey, Colúmbia Britânica.
Spears performou a faixa em três turnês mundiais. Em 2000 na Oops!...I Did It Again World Tour, a canção fez parte do encore (bis) do show, e incluiu pirotecnia e outros efeitos especiais durante a performance, que foi encerrado com a cantora desaparecendo através de um túnel de fogo. Em 2001 na Dream Within a Dream Tour, a canção foi usada como tema de abertura do show, enquanto em 2004, na The Onyx Hotel Tour, "Oops!...I Did It Again" fez parte do ato "Mystic Lounge". A canção foi retrabalhada com elementos do jazz e blues, especialmente para a turnê, e foi performado por Spears com um microfone vintage, enquanto era acompanhada por cantores no fundo.

## Regravações e influência
"Oops!...I Did It Again" foi regravada por vários artistas. O cantor alemão Max Raabe regravou uma versão cabaré da canção com Palasst Orchester, para seu álbum Super Hits (2001). A banda americana de punk rock Zebrahead, e a banda finlandesa de heavy metal Children of Bodom também fizeram um cover da canção para seus álbuns, enquanto a cantora Rochelle lançou pela Almighty Records uma versão eurodance de hi-NRG. O duo irlandês de pop rap Jedward performou a canção ao vivo no The X Factor em 2009. Em 2005, o site de comédia Super Master Piece lançou uma versão da canção intitulada "Oops I Did It Again!: The Original". Essa versão era supostamente uma gravação original feita por Louis Armstrong em abril de 1932 em Chicago, Illinois. No entanto, foi realmente gravado por Shek Baker, após lançamento real da canção. Richard Thompson também fez um cover de "Oops!...I Did It Again" em um estilo medieval para seu álbum 1000 Years of Popular Music, "Oops!...I Did It Again" foi parodiado com o título "Oops! I Farted Again" por Bob Rivers, e foi caracterizado para três videogames, que são Dance Dance Revolution 5thMix, Dance Dance Revolution Extreme 2 e Karaoke Revolution Volume 3. "Oops!...I Did It Again" também foi destaque em vários programas de televisão, incluindo a comédia americana Will & Grace, e no episódio piloto da comédia satírica Neighbors from Hell intitulado "Snorfindesdrillsalgoho". Em 2010, a série americana Glee no episódio "Britney/Brittany", a personagem Brittany Pierce, interpretada pela atriz Heather Morris, dançou com um macacão de látex vermelho durante o cover de "I'm a Slave 4 U" e dois anos depois no episódio "Brtitney 2.0" (segundo episódio da quarta temporada), varias outras músicas foram interpretadas, inclusive a própria "Oops!...I Did It Again" por "Rachel Berry" ("Lea Michele"). (. A musica "Retrato Imaginário", hit lançado em 2000 do grupo SNZ recebeu sample da musica.

## Faixas e formatos
| CD single |                                                                     |                         |                  |         |  |
| N.º       | Título                                                              | Compositor(es)          | Produtor(es)     | Duração |  |
| 1.        | "Oops!...I Did It Again"                                            | Max Martin, Rami Yacoub | Max Martin, Rami | 3:30    |  |
| 2.        | "Oops!...I Did It Again" (Instrumental)                             | Max Martin, Rami Yacoub | Max Martin, Rami | 3:29    |  |
| 3.        | "From the Bottom of My Broken Heart" (Ospina's Millennium Funk Mix) | Max Martin, Rami Yacoub | Max Martin, Rami | 3:29    |  |
| 4.        | "Deep in My Heart"                                                  | Max Martin, Rami Yacoub | Max Martin, Rami | 3:34    |  |

| CD single do Reino Unido |                                                                     |                         |                  |         |  |
| N.º                      | Título                                                              | Compositor(es)          | Produtor(es)     | Duração |  |
| 1.                       | "Oops!...I Did It Again"                                            | Max Martin, Rami Yacoub | Max Martin, Rami | 3:30    |  |
| 2.                       | "Deep in My Heart"                                                  | Max Martin, Rami Yacoub | Max Martin, Rami | 3:34    |  |
| 3.                       | "From the Bottom of My Broken Heart" (Ospina's Millennium Funk Mix) | Max Martin, Rami Yacoub | Max Martin, Rami | 3:29    |  |

| The Remixes - EP |                                                                                  |                         |                           |         |  |
| N.º              | Título                                                                           | Compositor(es)          | Produtor(es)              | Duração |  |
| 1.               | "Oops!...I Did It Again"                                                         | Max Martin, Rami Yacoub | Max Martin, Rami          | 3:30    |  |
| 2.               | "Oops!...I Did It Again" (Rodney Jerkins Remix)                                  | Max Martin, Rami Yacoub | Rodney Jerkins            | 3:07    |  |
| 3.               | "Oops!...I Did It Again" (Ospina's Crossover Mix)                                | Max Martin, Rami Yacoub | Ospina                    | 3:15    |  |
| 4.               | "Oops!...I Did It Again" (Riprock 'N' Alex G. Oops! We Remixed Again! Radio Mix) | Max Martin, Rami Yacoub | Riprock 'N' Alex G. Oops! | 3:54    |  |
| 5.               | "Oops!...I Did It Again" (Ospina's Deep Club Mix)                                | Max Martin, Rami Yacoub | Riprock 'N' Alex G.       | 6:05    |  |
| 6.               | "Oops!...I Did It Again" (Riprock 'N' Alex G. Oops! We Remixed Again! Club Mix)  | Max Martin, Rami Yacoub | Riprock 'N' Alex G.       | 4:52    |  |
| 7.               | "Oops!...I Did It Again" (Ospina's Instrumental Dub)                             | Max Martin, Rami Yacoub | Ospina                    | 6:05    |  |

| The Singles Collection Boxset Single |                          |                         |                  |         |  |
| N.º                                  | Título                   | Compositor(es)          | Produtor(es)     | Duração |  |
| 1.                                   | "Oops!...I Did It Again" | Max Martin, Rami Yacoub | Max Martin, Rami | 3:30    |  |
| 2.                                   | "Deep in My Heart"       | Max Martin, Rami Yacoub | Max Martin, Rami | 3:34    |  |

## Créditos
| - Britney Spears – vocais principais, vocais de apoio - Max Martin – escritor, produtor, mixagem, programação, teclado, vocais de apoio - Rami Yacoub – escritor, produtor, engenheiro de mix, programador, teclado - John Amatiello – engenheiro de de pró-ferramentas - Esbjörn Öhrwall – guitarra - Johan Carlberg – guitarra - Thomas Lindberg – baixo elétrico | - Nana Hedin – vocais de apoio - Chatrin Nyström – ruído da multidão - Jeanette Stenhammar – ruído da multidão - Johanna Stenhammar – ruído da multidão - Charlotte Björkman – ruído da multidão - Therese Ancker – ruído da multidão |

Fonte:

## Desempenho nas tabelas musicais
| País/Parada (2000)                        | Melhor posição |
| ----------------------------------------- | -------------- |
| Alemanha (Media Control Charts)           | 2              |
| Austrália (ARIA)                          | 1              |
| Áustria (Ö3 Austria Top 40)               | 2              |
| Bélgica (Ultratop 50 Flandres)            | 3              |
| Bélgica (Ultratop 40 Valónia)             | 1              |
| Canadá (Canadian Hot 100)                 | 1              |
| Dinamarca (Hitlisten)                     | 1              |
| Estados Unidos (Billboard Hot 100)        | 9              |
| União Europeia (European Hot 100)         | 1              |
| Finlândia (Mitä hittiä)                   | 2              |
| França (SNEP)                             | 4              |
| Países Baixos (MegaCharts)                | 1              |
| Irlanda (IRMA)                            | 2              |
| Itália (FIMI)                             | 1              |
| Noruega (VG-lista)                        | 1              |
| Nova Zelândia (RIANZ)                     | 1              |
| Reino Unido (The Official Charts Company) | 1              |
| Suécia (Sverigetopplistan)                | 1              |
| Suíça (Schweizer Hitparade)               | 1              |
| Dinamarca (Tracklisten)                   | 1              |

| País           | Melhor posição |
| -------------- | -------------- |
| Alemanha       | 23             |
| Austrália      | 35             |
| Áustria        | 12             |
| Bélgica        | 11             |
| Bélgica        | 16             |
| Estados Unidos | 55             |
| França         | 31             |
| Nova Zelândia  | 23             |
| Reino Unido    | 15             |
| Suíça          | 7              |

| País           | Provedor | Certificação | Vendas    |
| -------------- | -------- | ------------ | --------- |
| Alemanha       | BVMI     | Ouro         | 250,000   |
| Austrália      | ARIA     | Platina      | 70,000    |
| Áustria        | IFPI     | Ouro         | 15,000    |
| Estados Unidos | RIAA     | 4× Platina   | 4,000,000 |
| França         | SNEP     | Ouro         | 250,000   |
| Nova Zelândia  | RIANZ    | Platina      | 15,000    |
| Países Baixos  | NVPI     | Ouro         | 40,000    |
| Reino Unido    | BPI      | 2× Platina   | 1,200,000 |
| Suécia         | IFPI     | 2× Platina   | 80,000    |
| Suíça          | IFPI     | Ouro         | 25,000    |

### Precessão e sucessão
| Gráficos de sucessão                                                      | Gráficos de sucessão                                                    | Gráficos de sucessão                                    |
| ------------------------------------------------------------------------- | ----------------------------------------------------------------------- | ------------------------------------------------------- |
| Precedido por "Maria Maria" por Santana & The Product G&B                 | Single número um na Sverigetopplistan 4 – 17 de maio de 2000            | Sucedido por Mera Mål!" por Markoolio & Arne Hegerfors  |
| Precedido por "Les 3 Cloches" de Tina Arena                               | Single número um no Ultratop 40 (Valónia) 6 – 12 de maio de 2000        | Sucedido por "Freestyler" por Bomfunk MC's              |
| Precedido por "Never Be the Same Again" por Melanie Chisholm & Lisa Lopes | Single número um na Schweizer Hitparade 6 de maio – 2 de junho de 2000  | Sucedido por "The Whistle Song" por DJ Aligator Project |
| Precedido por "Maria Maria" por Santana & The Product G&B                 | Single número um na Tracklisten 7 – 27 de maio de 2000                  | Sucedido por "It's My Life" por Bon Jovi                |
| Precedido por "The Bad Touch" por Bloodhound Gang                         | Single número um na FIMI 11 – 17 de maio de 2000                        | Sucedido por "It's My Life" por Bom Jovi                |
| Precedido por "Bound 4 da Reload (Casualty)" por Oxide & Neutrino         | Single número um na The Official Charts Company 13 – 19 de maio de 2000 | Sucedido por "Don't Call Me Baby" por Madison Avenue    |
| Precedido por "Never Be the Same Again" por Melanie Chisholm & Lisa Lopes | Single número um na MegaCharts 19 – 20 de maio de 2000                  | Sucedido por "It's My Life" por Bon Jovi                |
| Precedido por "Say My Name" por Destiny's Child                           | Single número um no ARIA 4 – 17 de junho de 2000                        | Sucedido por "Who the Hell Are You?" por Madison Avenue |
| Precedido por "Thong Song" por Sisqó                                      | Single número um na RIANZ 4 – 17 de junho de 2000                       | Sucedido por "Never Be the Same Again"                  |
| Precedido por "I Try" por Macy Gray                                       | Single número um na Billboard Pop Songs 10 – 30 de junho de 2000        | Sucedido por "It's Gonna Be Me" por 'N Sync             |